# CD 올림피아

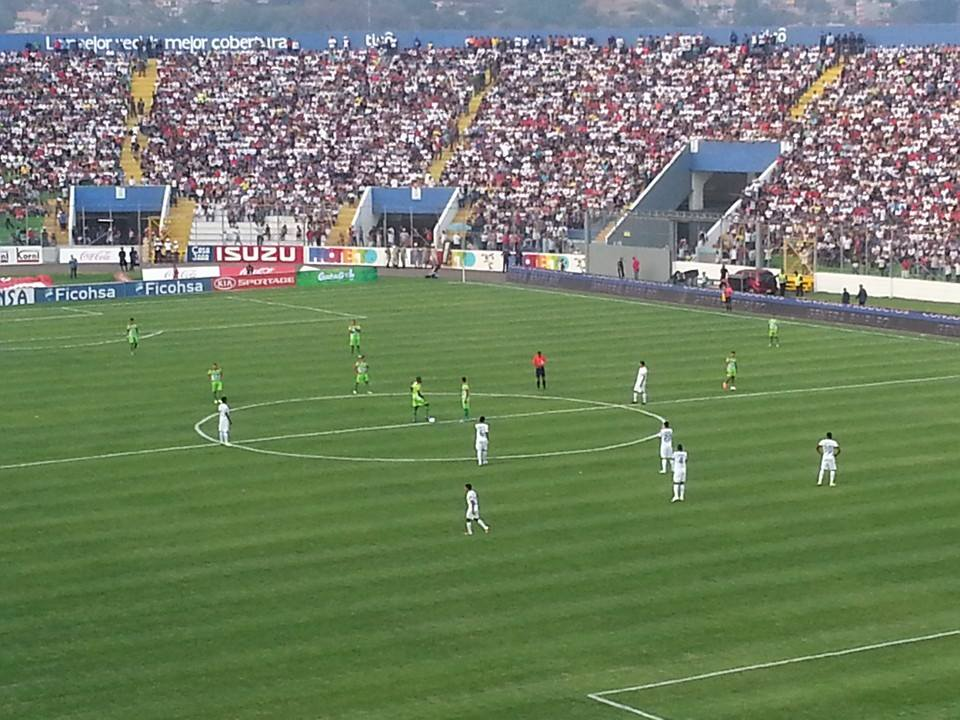

클루브 데보르티보 올림피아(Club Deportivo Olimpia)는 온두라스의 수도 테구시갈파를 연고지로 하는 온두라스의 축구 클럽이다.

## 역사
올림피아는 1912년 6월 12일 헥토르 피네다 우가르테, 카를로스 브람, 아르투로 브람, 엔리케 뷰익, 산티아고 뷰익, 미구엘 산체스, 사무엘 이네스트로자 고메스 및 라몬 필드에 의해 야구 클럽으로 창단되었다. 1917년에는 축구팀으로도 승격되었다.
C.D. 올림피아는 1912년 창단 이후 34번의 국내 리그 우승을 차지한 온두라스에서 가장 성공적인 축구팀이며, 가장 최근 우승은 2021년 아페르투라 토너먼트이다. 또한 국제 클럽 대회에서 지금까지 다른 어떤 팀보다 온두라스 축구 협회를 더 많이 대표했다. 1972년과 1988년에 CONCACAF 챔피언스 컵을 두 번 우승한 유일한 온두라스 클럽이다. 올림피아는 또한 2015년에 "코파 프레지덴테"로 알려진 국내 컵에서 우승한 최초의 팀이기도 하다.

## 선수 명단

### 현역
참고: FIFA 자격 규정에 따라 소속된 국가대표팀 국기를 표시합니다. 선수는 복수의 FIFA 비회원국 국적을 가지고 있을 수 있습니다.
| 번호 | 포지션 | 국적     | 이름                |
| ---- | ------ | -------- | ------------------- |
| 1    | GK     | 온두라스 | 에드릭 멘지바르     |
| 2    | DF     | 우루과이 | 에마누엘 에르난데스 |
| 8    | MF     | 온두라스 | 에드윈 로드리게스   |

| 번호 | 포지션 | 국적     | 이름            |
| ---- | ------ | -------- | --------------- |
| 23   | MF     | 온두라스 | 호르헤 알바레즈 |
| 27   | FW     | 온두라스 | 제리 벵트손     |

## 역대 감독
| 감독              | 임기        |
| ----------------- | ----------- |
| 페드로 트로글리오 | 2019 ~ 2021 |
| 페드로 트로글리오 | 2022 ~      |